# Dan Dare
Dan Dare, piloto del futuro es una serie de historietas británica de ciencia ficción, creada por el ilustrador Frank Hampson. Apareció por primera vez en la revista Eagle en 1950, publicándose también en "2000 AD" (1977) o como una miniserie de Virgin Comics (2008).
Dan Dare se distingue por sus líneas de larga, compleja historia, el diálogo ágil y las artísticas ilustraciones de Hampson y otros dibujantes, incluyendo a Harold Johns, Harley D., Bruce Cornwell, Tomlinson Greta, Bellamy Frank Watson y Keith. 

## Trayectoria editorial
En España, Ediciones Dalmau Socias lanzó en 1979 una revista con este título, recogiendo material de diversas series del primer 2000 AD.
En 2008 se publicó una miniserie escrita por Garth Ennis e ilustrada por Gary Erskine que constituye un interpretatión completamente nueva y un poco más oscura del Dan Dare original.

## Argumento y personajes
Las historias se desarrollaban a finales de 1990 pero los diálogos, vestuarios y la forma de dibujar a los personajes remiten a las películas de guerra de la década de 1950. 

## Legado e influencia
Dan Dare también fue dramatizada 7 veces a la semana en Radio Luxemburgo.
El radiodrama "Diego Valor" de la Cadena Ser también se inspiró inicialmente en esta serie inglesa.
En la canción Astronomy Domine de Pink Floyd, en la que se apunta a una atmósfera espacial, se le hace referencia en un verso.
La casa Virgin de videojuegos publicó en 1986 "Dan Dare Vs Mekon" para el ZX Spectrum. Más información aquí.